# Weinmannia affinis
Weinmannia affinis är en tvåhjärtbladig växtart som beskrevs av Asa Gray. Weinmannia affinis ingår i släktet Weinmannia och familjen Cunoniaceae. IUCN kategoriserar arten globalt som livskraftig. Inga underarter finns listade i Catalogue of Life.